# Adenomus kelaartii
El sapo de Kelaart (Adenomus kelaartii) es una especie de anfibios de la familia Bufonidae.
Es endémica de Sri Lanka.
Su hábitat natural incluye bosques secos tropicales o subtropicales, montanos secos, ríos y marismas de agua dulce.
Está amenazada de extinción.